# Frau am Steuer
Frau am Steuer ist ein deutscher Spielfilm aus dem Jahre 1939. Unter der Regie von Paul Martin trat hier, nach zwölf Filmen, das „Traumpaar des deutschen Films“, Lilian Harvey und Willy Fritsch, zum letzten Mal gemeinsam vor die Kamera.

## Handlung
Maria Kelemen hat sich als fleißige Sekretärin im Büro der Budapester Donau-Bank unentbehrlich gemacht. Ihr Chef, Direktor Bordon, ist über beide Ohren in sie verliebt, und will sie für sich gewinnen, da er glaubt, dass sie ungebunden sei. Doch Maria hat einen Verlobten namens Paul Banky, was sie Bordon verschwiegen hat, und der arbeitet gleichfalls bei einer Bank. Maria liebt ihre Bürotätigkeit und hält sich, nicht zuletzt aufgrund Bordons andauerndem Werben, für unentbehrlich. Paul hingegen ist der Meinung, dass seine Zukünftige nicht arbeiten sollte, schließlich reiche es, wenn er das Geld nach Hause brächte. Doch Maria ist emanzipiert genug, dies nicht zu wollen, und so gibt Paul schließlich nach. Beide heiraten, und es könnte alles so wunderbar sein, wenn nicht ausgerechnet Paul wegen Personalabbaus seinen Job verlieren würde. Nun ist er in der für ihn außerordentlich misslichen Situation, vom Geld seiner Frau leben zu müssen.
Eines Abend rauscht Maria nur kurz daheim vorbei und sagt, dass sie sich schnell umziehen wolle, da sie noch zu einer Konferenz müsse. Paul wird misstrauisch, es kommt zum ersten Ehekrach, und Maria gesteht ihm schließlich, dass sie dem langen Werben ihres Chefs Borden endlich nachgegeben hätte und mit ihm ein Diner haben werde. Sie folge dieser Einladung doch nur, beteuert Maria, weil sie beruflich fortkommen wolle. Der Streit zieht sich hin, Paul will Maria nicht gehen lassen, und als sie schließlich doch in die Nacht entschwindet, kommt sie zum Treffpunkt zu spät. Bordon ist bereits wieder gegangen. Dann aber klingelt es bei den Bankys an der Wohnungstür: Draußen steht Herr Bordon, der nach Maria, die nicht gekommen sei, fragt. Paul ist perplex angesichts dieser Dreistigkeit, weiß er doch nicht, dass Maria ihrem Boss ihre Heirat verschwiegen hat und dieser nun Paul für Marias Bruder hält, der sie in ihrer Wohnung besucht hat. Zu allem Überfluss schwärmt Bordon vor Gatte Paul auch noch von Maria und lässt seinen amourösen Gefühlen freien Lauf. Als Maria heimkehrt, kocht es in Paul. Der Direktor verabschiedet sich ebenso diskret wie peinlich berührt, und Paul verlässt gleichfalls die eheliche Wohnung und zwar mit der Ankündigung, ausziehen zu wollen.
Herr Bordon ist ein Herr der alten Schule und will dem noch immer arbeitslosen Gatten seiner besten Mitarbeiterin helfen. Er weist die Donau-Bank an, Paul Banky einzustellen – ausgerechnet als Marias Untergebener! Dies tut nun der ehelichen Beziehung des ungleichen Paars alles andere als gut, und es kommt erneut zum Streit der beiden Eheleute. Paul macht sich jedoch gut in seiner neuen Position, und als er eines Tages mit einer eigenmächtigen Handlung der Bank hilft, wird er prompt befördert. Sofort „missbraucht“ Paul seine neue Stellung und entlässt pro forma seine Ehefrau, als diese sich einer seiner Anweisungen widersetzt. Dies hatte Paul aber nicht ganz ernst gemeint, sondern er wollte ihr lediglich einen heilsamen Dämpfer verpassen. Jedenfalls gefällt es ihm gut, abends nach Hause zu kommen und nach dem Abendbrot zu verlangen. Als Paul Maria sagt, dass sie selbstverständlich wieder in die Bank zurückkehren könne, will sie dies gar nicht mehr, denn Maria ist schwanger, und die beiden werden demnächst Eltern.

## Produktionsnotizen
Frau am Steuer wurde ab dem 2. Januar 1939 in Ungarn gedreht und am 16. Mai 1939 in Wien uraufgeführt. Es war Harveys letzter deutscher Spielfilm, inszeniert von ihrem damaligen Lebensgefährten Martin. Harvey blieb bei Drehschluss im März 1939 in Ungarn zurück, da sie für sich als Britin in Hitlers Reich keine Zukunft mehr sah. Martin sollte, so war verabredet, nach seiner Heimkehr nach Berlin nach Ungarn, wo Lilian Harvey nahe Debreczin das Gut Tetélen gekauft hatte, zurückkommen. Als Martin sich jedoch dazu entschloss, in Deutschland zu bleiben, ging Harvey allein in die Emigration. So erlebte die Harvey die Berliner Filmpremiere am 20. Juni 1939 im Gloria-Palast nicht mehr. Zu diesem Zeitpunkt war sie bereits nach Paris abgereist.
Frau am Steuer lief noch bis Sommer 1942 in den deutschen Kinos und war 1941 auch in den USA, wohin die Harvey in diesem Jahr emigrierte, herausgebracht worden. Infolge ihrer Emigration wurde der Streifen allerdings danach im Reich verboten, zumal Lilian Harvey mittlerweile auch ausgebürgert worden war.
Die Produktionskosten betrugen etwa 835.000 Reichsmark.
Die Filmbauten schuf Erich Kettelhut, die Kostüme kreierte Manon Hahn. Die Tänze studierte Fritz Böttger ein. Die Texte zu Harald Böhmelts Musik verfasste Richard Busch. Für den Ton zeichnete Fritz Thiery verantwortlich.

## Musiktitel
Folgende Musiktitel wurden gespielt:
- Warum hat die Adelheid keinen Abend für mich Zeit?
- Heute sollte Sonntag sein für meine Liebe

## Kritiken
Paimann’s Filmlisten resümierte: „Das beliebte Darstellerpaar wandelt eine Ehegeschichte unter verkehrten Vorzeichen an. Nur schade, daß die Heiterkeit lediglich von den es umgebenden Komikern und witzigen Dialogpointen bezogen wird und somit nicht von innen heraus kommt. Budapest gibt mit ansprechenden Außenaufnahmen den Schauplatz ab.“

„Nach Kriegsausbruch mußten viele Frauen den Arbeitsplatz des Mannes einnehmen. Tausende wurden auch aus den nicht „lebenswichtigen“ Berufen umgeschult und Tausende traten überhaupt zum ersten Mal in die Berufsarbeit ein. Zu Anfang des Krieges gab es noch eine Anzahl berufsloser Frauen und Mädchen, die „abseits“ standen. Der Film schaltete sich in diese neue Propagandaaktion ein mit Spielfilmen oder mit kurzen „Arbeitseinsatz“-Filmen. Seine „Erziehungsarbeit“ begann er noch vor dem Kriegsausbruch. Der heitere Unterhaltungsfilm „Frau am Steuer“, der auf optimistische Art und Weise das Thema „Frauenberuf und Ehe“ behandelte, hatte bald nach seiner Entstehung (1939) die Eigenschaften einer „Bildungssetüde“ verloren. Die Frage: Kann eine Ehefrau gleichzeitig einen Beruf ausüben? – erhielt eine eindeutig bejahende Antwort.“

„Sowohl inhaltlich als auch inszenatorisch vorgestriges Lustspiel.“